# Cathedral Quarter (Belfast)

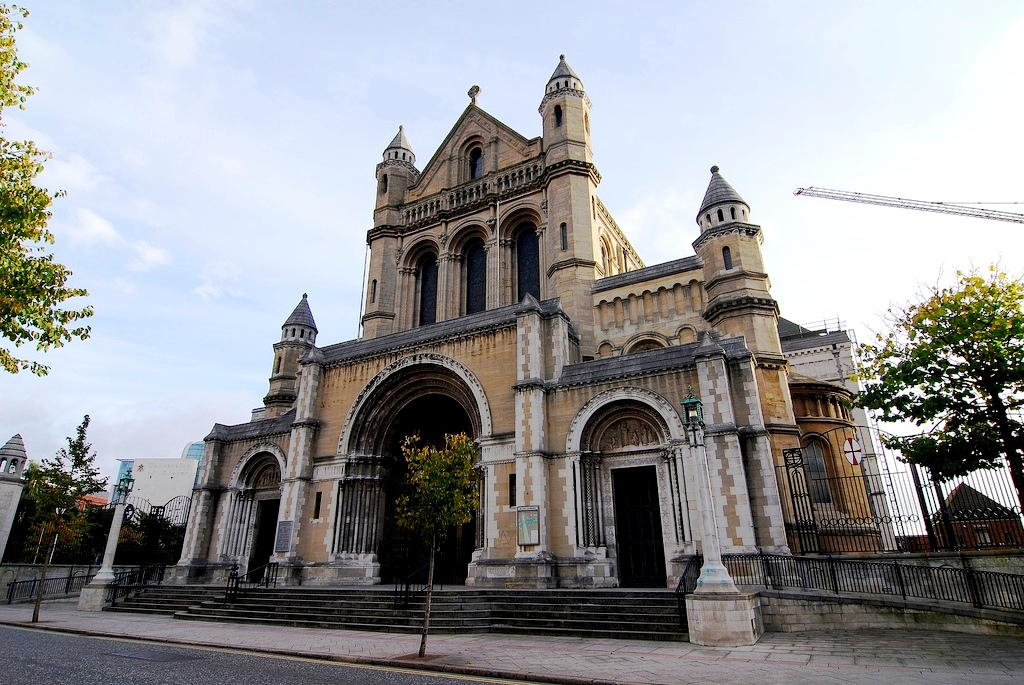
Cattedrale di Sant'Anna

Il Cathedral Quater (in irlandese: Ceathrú na hArdeaglaise) a Belfast, Irlanda del Nord, è un'area in via di sviluppo della città, situata approssimativamente tra Royal Avenue vicino a dove si trova l'edificio della Biblioteca centrale di Belfast e il Dunbar Link nel centro città. Da uno dei suoi angoli, all'incrocio tra Royal Avenue, Donegall Street e York Street, il Cathedral Quarter si trova a sud ea est. Parte dell'area, centrata su Talbot Street dietro la cattedrale, era precedentemente chiamata Half Bap. L'area "Little Italy" era sul lato opposto di Great Patrick Street, centrata su Little Patrick Street e Nelson Street.
Il Cathedral Quarter si estende fino al confine di quello che può essere definito il vecchio quartiere mercantile della città.
Il Cathedral Quarter è così chiamato perché la cattedrale di Sant'Anna si trova nel suo cuore. La cattedrale di Sant'Anna di Belfast è una cattedrale della Chiesa d'Irlanda.